# Огарёв, Николай Платонович
Никола́й Плато́нович Огарёв (24 ноября [6 декабря] 1813, Санкт-Петербург — 31 мая [12 июня] 1877, Гринвич) — русский поэт, публицист, сторонник утопического социализма, ближайший друг Александра Герцена.

## Биография
Родился в семье действительного статского советника Платона Богдановича Огарёва (1777—1838) от его брака (с 13 мая 1804 года) с Елизаветой Ивановной Баскаковой (1784—03.09.1815), которая унаследовала от дяди М. Е. Баскакова богатое село Белоомут, пожалованное ему за участие в дворцовом перевороте 1762 года.
Мать скончалась от горячки, когда Николаю ещё не было двух лет. Потрясённый отец оставил службу и поселился в родовом имении Старое Акшино Инсарского уезда Пензенской губернии. В 1820 году Огарёвы переехали в Москву, где в возрасте 10 или 11 лет Огарёв познакомился с Сашей Герценом.
В главе «Ник и Воробьёвы горы» своего произведения «Былое и думы» Герцен рассказывает, как в 1827 году на Воробьёвых горах юноши принесли клятву посвятить жизнь борьбе за свободу. В сентябре 1829 года Николай Огарёв поступил в Московский университет на правах вольнослушателя и посещал лекции на физико-математическом, словесном и нравственно-политическом отделениях. В 1832 году перешёл на нравственно-политическое отделение, которое окончил со степенью «действительного студента». Он был одним из организаторов студенческого кружка политической направленности при Московском университете. В 1832 году по желанию отца поступил на службу в Московский главный архив.
Летом 1833 года за Огарёвым был установлен полицейский надзор, а в ночь на 10 июля 1834 года он был арестован. Благодаря влиятельным родственникам Огарёва выпустили на поруки, но 31 июля арестовали вторично из-за писем, написанных «в конституционном стиле». По приговору 31 марта 1835 года Огарёв был отправлен в ссылку в Пензенскую губернию. В 1835—1839 годы служил, отбывая ссылку, в канцелярии пензенского губернатора.
В 1837 г. женился на Марии Львовне Рославлевой, племяннице Пензенского губернатора, А. А. Панчулидзева. Брак оказался неудачным.

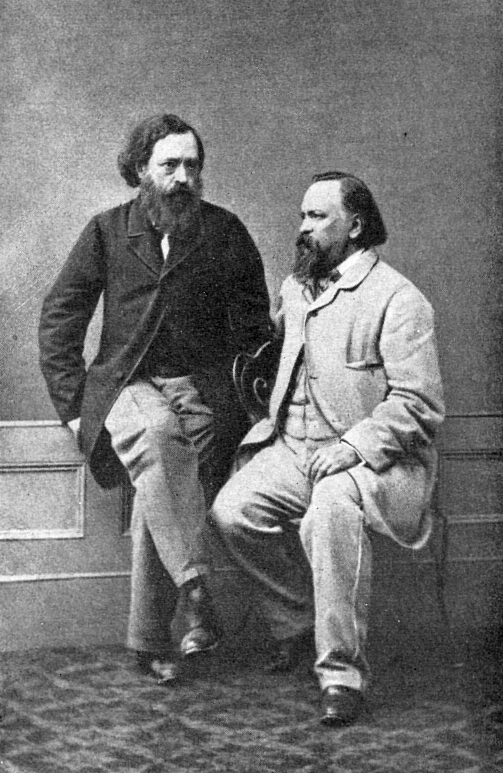
Герцен и Огарёв в эмиграции

С 1840 по 1846 год жил за границей, слушал курс лекций в Берлинском университете. Наряду с Герценом был желанным гостем в петербургском кружке Белинского.
В 1846 году поселился в своём пензенском имении. В том же году Огарёв освободил крестьян Белоомута (1800 душ) от крепостной зависимости, простил долги и наделил землёй. Пытался завести коммунистическое хозяйствование: построил винокуренный завод и писчебумажную и суконную фабрики, где завёл коммуну. На этом он разорился, от миллионного состояния осталось только имение.
В 1850 году пензенский губернатор обвинил Огарёва в участии в «коммунистической секте», последовал кратковременный арест.
В 1850—1855 гг. Николай Огарёв проживал в своём имении близ села Проломиха Симбирской губернии.
В 1856 году Огарёв эмигрировал в Великобританию; жил в Лондоне, где вместе с Герценом возглавил Вольную русскую типографию. Был одним из инициаторов и соредактором еженедельника «Колокол».
Разработал социально-экономическую программу уничтожения крепостного права посредством крестьянской революции. Развил теорию «русского социализма», выдвинутую Герценом. В социалистических воззрениях Огарёва важную роль играли народнические тенденции. Участвовал в создании революционной организации «Земля и воля» (1860—1861), в пропагандистской кампании М. А. Бакунина и С. Г. Нечаева (1869—1870).
Огарёв — автор нескольких поэм и множества стихотворений (в основном романтических). Наиболее известна поэма «Юмор» (первая и вторая части — 1840—1841, третья часть — 1867—1868, опубликована в альманахе «Полярная звезда»). Выступал с публицистическими произведениями (пропагандировал идеи реализма).
В 1865 году, в связи с переездом из Лондона Вольной русской типографии, Огарёв поселился в Женеве. В 1873 году переехал в Лондон, где через четыре года скончался. Его прах был перевезён в Москву 1 марта 1966 г. и ныне покоится на Новодевичьем кладбище.

## Личная жизнь

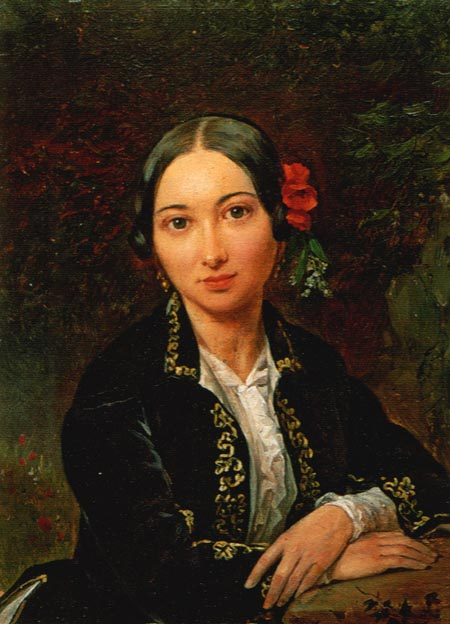
Мария Львовна Огарёва

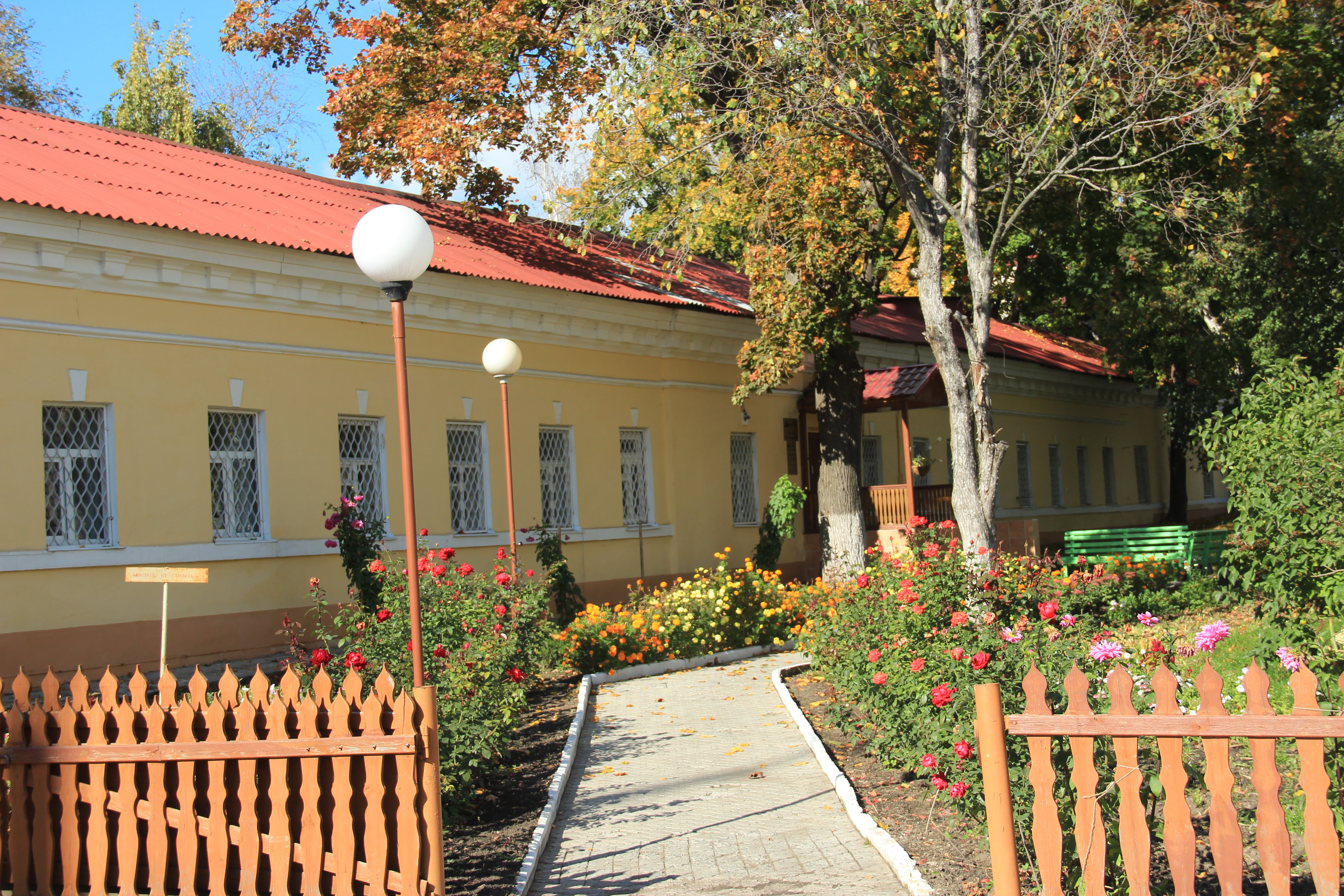
Дом губернатора, в котором в 1835—1839 гг. жил писатель Н. П. Огарёв

В 1836 году Николай Огарёв сблизился с Марией Львовной Рославлевой (ок. 1817 —28.03.1853), дочерью Льва Яковлевича Рославлева и Анны Алексеевны Панчулидзевой. Так как отец девушки разорился, Мария Львовна воспитывалась в доме дяди, губернатора А. А. Панчулидзева. П. В. Анненков писал:
Марья Львовна … росла и воспитывалась в богатом доме, обедневшем по "непредвиденным обстоятельствам". …Очутившись со скудными средствами и в зависимости от посторонних лиц, она устраняла поползновения общества смотреть на неё горделивым и презрительным обращением с людьми, резким и чересчур иногда откровенным словом. …Огарёв рано заметил оригинальную девушку, скоро сблизился с нею и покончил тем, что женился на ней.Н. П. Огарев в воспоминаниях современников. — М., 1989. — С. 140—141.
Брак, заключённый в 1838 году, оказался несчастливым. Став женой богатого человека, Мария Львовна посвятила себя светской жизни, разногласия между супругами увеличиваются, а в её жизни появляются другие мужчины и сильное увлечение алкоголем. В декабре 1844 года супруги разъехались, Мария Львовна уехала за границу с любовником.
Однако до этого Мария Львовна потребовала от мужа, чтобы на случай его внезапной смерти и возможных имущественных споров с другими наследниками он обеспечил её финансово. Это было оформлено так, будто Огарёв взял у жены взаймы 50 тысяч рублей. Предполагалось, что деньги останутся у Огарева и, пока он жив, Мария Львовна на них претендовать не будет — зато станет получать ежегодно шесть процентов с капитала. Огарёв выполнял это обещание даже после расставания, выплачивая бывшей жене 3 000 рублей ежегодно.
Вскоре Огарёв увлекается Евдокией Васильевной Сухово-Кобылиной (1819—1896), сестрой драматурга А. В. Сухово-Кобылина и писательницы Евгении Тур. Однако, будучи формально женатым человеком, он не смог ей открыться. Евдокия Васильевна узнала о его чувстве лишь после смерти поэта. Ей был посвящён цикл стихов «Buch der Liebe».
В 1849 году Огарёв сближается с дочерью соседа по имению Алексея Алексеевича Тучкова Натальей. Несмотря на отказ Марии Львовны в разводе и протесты родных, Тучкова поселяется вместе с Николаем Платоновичем. Брак был заключён лишь после смерти от скоротечной чахотки в 1853 году в Париже первой супруги Огарёва (похоронена на Монмартрском кладбище).
В отместку за отказ в разводе Огарёв перестал платить своей формальной жене содержание в 3 000 рублей в год. В ответ Мария Львовна в 1849 г. предъявила ему иск на пресловутые 50 тысяч рублей. Она это сделала по совету лучшей подруги, Авдотьи Панаевой. Панаева стала судиться с Огарёвым от лица Марии Львовны. В этом поучаствовал Некрасов: он написал Огарёвой письмо, в котором настоятельно советовал дать доверенность на ведение иска именно Панаевой.
На суде в 1851 г. А. Я. Панаева победила, 50 тысяч рублей были истребованы с Огарёва в пользу его жены М. Л. Огарёвой. У Н. П. Огарёва таких денег не было, было достигнуто мировое соглашение между сторонами — Мария Львовна удовлетворилась имением Огарёва (стоимостью около 25 тысяч рублей) и двумя векселями на 25 тысяч рублей. После смерти первой жены в 1853 г. Н. П. Огарёв, как наследник покойной, в 1856 г. через суд потребовал с А. Я. Панаевой, обязавшейся в 1851 г. обналичить имение и векселя и вручить Марии Львовне 50 тысяч рублей наличными, но этого не сделавшей (имение оказалось в больших долгах, продать его за 25 тысяч рублей было невозможно, векселями оказались обременены лучшие друзья самого Н. П. Огарёва, А. Я. Панаевой и Н. А. Некрасова, в том числе и знаменитый историк Т. Грановский), свою долю наследства покойной жены — 12,5 тысяч рублей. Прочие деньги получил главный наследник — племянник Марии Львовны. В 1859 г. суд признал правоту наследников М. Л. Огарёвой. В 1860 г. обе стороны признали себя удовлетворёнными — на этом это знаменитое в истории русской литературы «огарёвское дело» закончилось. Н. П. Огарёв и А. И. Герцен несправедливо обвиняли А. Я. Панаеву и Н. А. Некрасова в, якобы, каких-то мошенничествах в этом деле, хотя самому Н. А. Некрасову в 1860 г. пришлось уплатить гигантские судебные издержки в 12 тысяч рублей из собственных средств, чтобы спасти от долговой тюрьмы несчастную А. Я. Панаеву, столь неосмотрительно взявшуюся в 1849 г. помочь своей подруге М. Л. Огарёвой. Главная причина всего этого скандального «огарёвского дела» — традиционное для русского дворянина-помещика финансовое легкомыслие Н. П. Огарёва и судебная неопытность А. Я. Панаевой, согласившейся в 1851 г. пойти на мировое соглашение с Н. П. Огарёвым с выплатой М. Л. Огарёвой 50 тысяч рублей не наличными, а обременённым долгами имением и сомнительными векселями от друзей.
«Огарёвское дело» в истории России и в истории русской литературы обросло множеством лживых слухов, легенд и намеренной лжи. А. Я. Головачёва (Панаева) в своих «Воспоминаниях» поясняет историю с огаревским наследством как цепочку недоразумений, стремясь обелить умерших И. И. Панаева и Н. А. Некрасова, а также и себя.
За границей вторая жена Н. П. Огарёва Наталья Алексеевна увлеклась лучшим другом Огарева — Александром Герценом, и с 1857 года стала его фактической женой. Хотя все трое продолжали жить вместе, Огарёв, тяжело переживая случившееся, предался алкоголизму и у него возобновились приступы падучей болезни.
После окончательного разрыва с Тучковой Огарёв проявлял признаки чудачества, часто бродил бесцельно по улицам Лондона, в итоге сошёлся с проституткой Мэри Сэтерленд, с которой был знаком 18 лет, стал воспитывать её сына Генри. Грубая английская баба М. Сэтерленд сама сильно пила и часто поколачивала вечно пьяного Н. П. Огарёва. Именно эти драки и стали, вероятно, причиной смерти Н. П. Огарёва, всегда питавшего слабость к выпивающим разгульным девушкам (М. Л. Огарёва (Рославлева) и М. Сэтерленд). Жил Огарёв на пенсию, назначенную Герценом, и периодические выплаты от сестры. Он умер на руках у Мэри в Гринвиче после падения в канаву (по официальной версии, во время припадка падучей), из-за которого сломал ногу и повредил спинную кость. По словам современника, за два года до смерти в возрасте 63 лет «он уже был дряхлый старик, с медленною речью, мерцающими воспоминаниями в голове и всё-таки спокойный и равнодушный к лишениям. Он добродушно посмеивался только над своею негодностью к чему бы то ни было и над формой, какую принял конец его жизни».

## Память

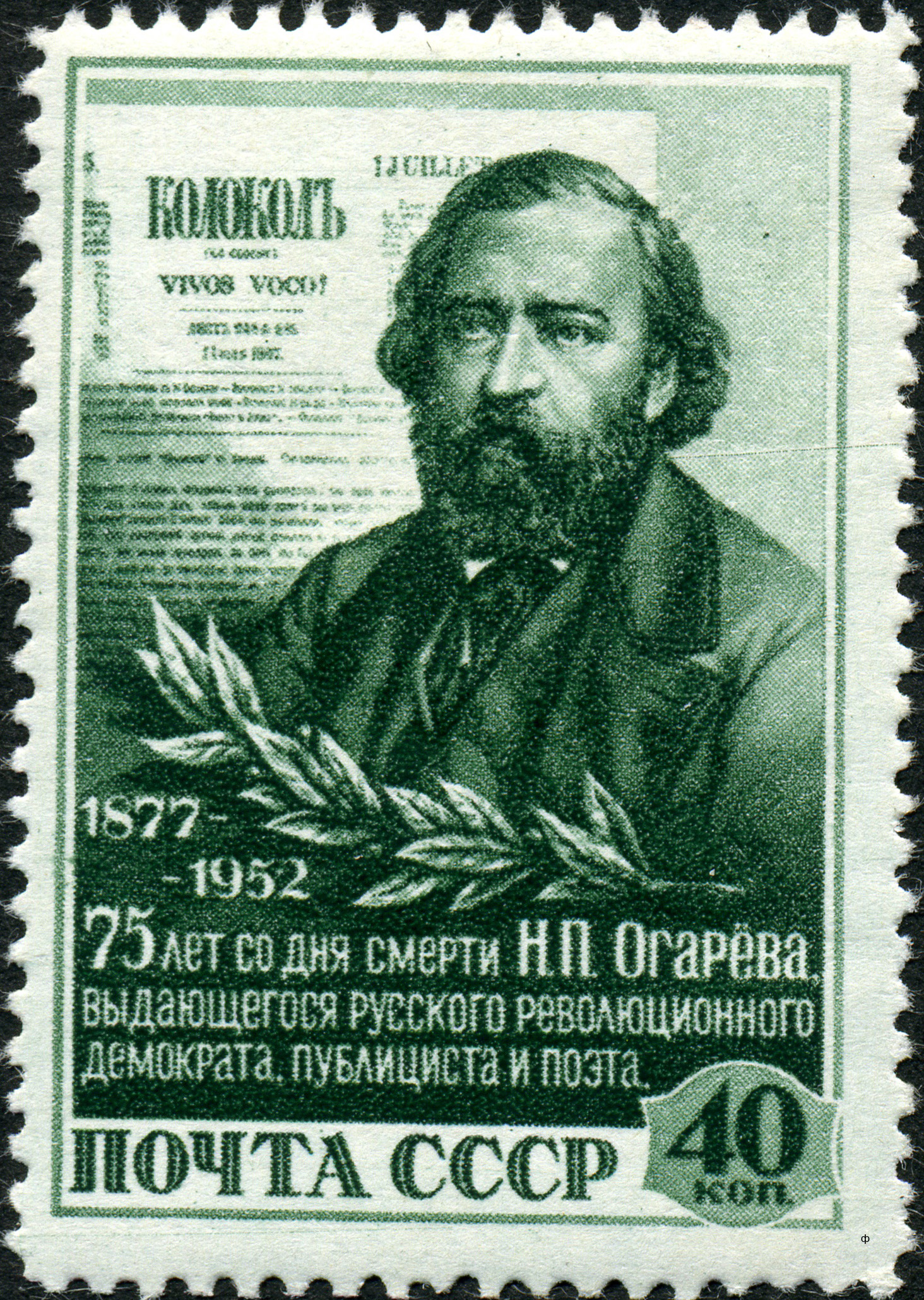
Марка СССР, 1952 г.

В 1952 году Почта СССР выпустила марку, посвящённую Н. П. Огареву.

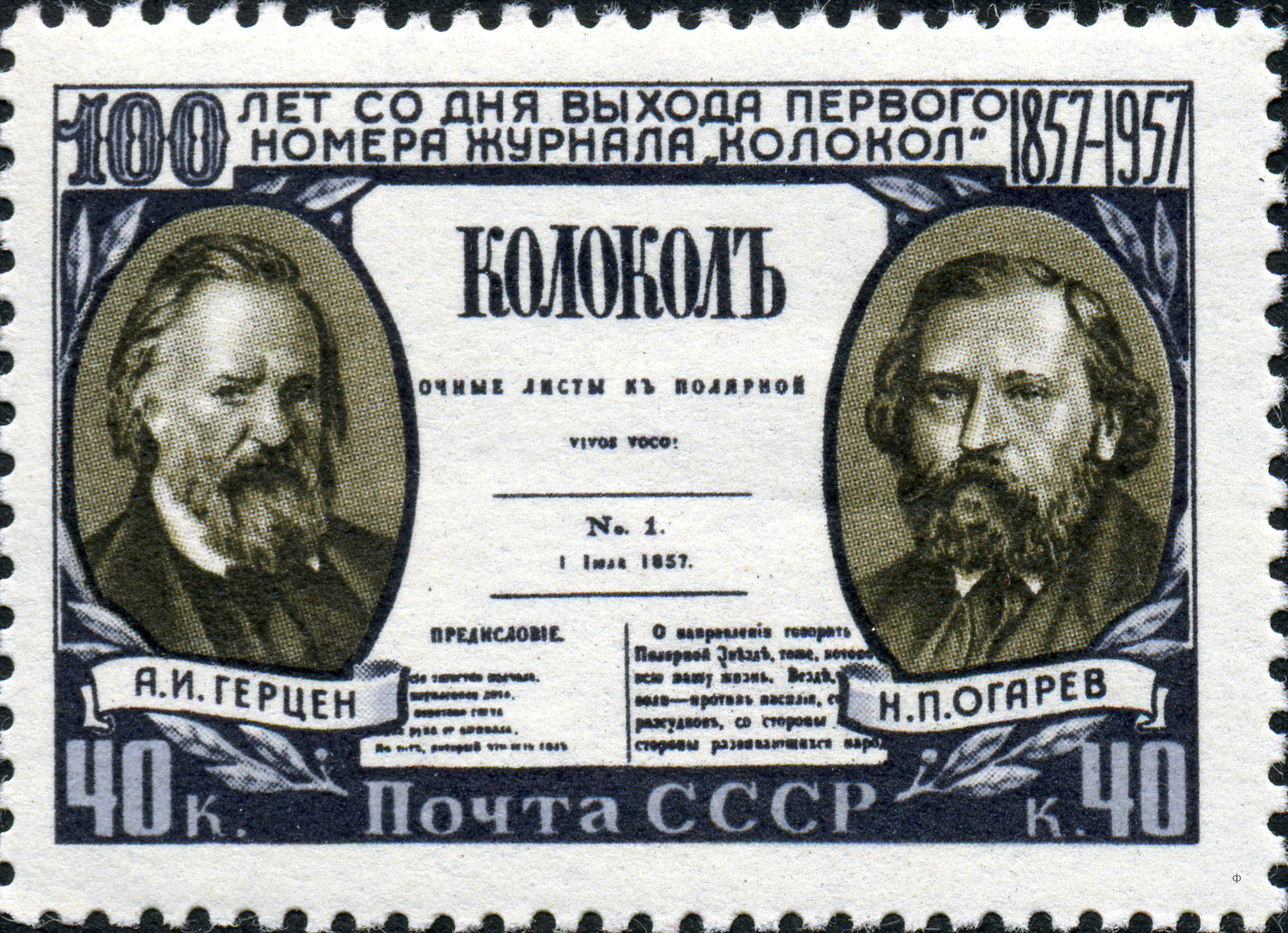
Марка СССР, 1957 г.

В 1957 году Почта СССР выпустила марку, посвящённую 100-летию выхода еженедельника «Колокол».
В честь Николая Платоновича Огарёва названы:

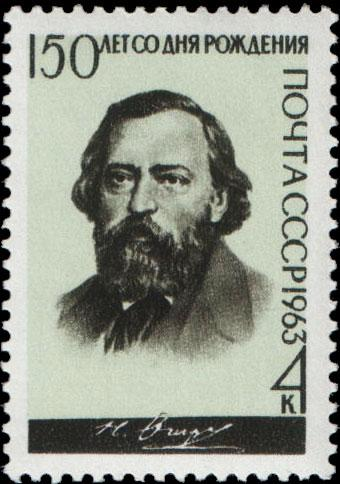
Почтовая марка СССР, 1963 год. Писатели и поэты нашей Родины. Н. П. Огарёв. 150 лет со дня рождения

- Почтовая марка СССР, 1963 год. Писатели и поэты нашей Родины. Н. П. Огарёв. 150 лет со дня рожденияМордовский государственный университет
- Улицы Огарёва в ряде городов:
  - Брянске
  - Калуге
  - Уфе
  - Орске
  - Прокопьевске
  - Королёве
  - Владивостоке
  - Казани
  - Ростове-на-Дону
  - Новошахтинске
  - Красноярске
  - Нижнем Новгороде
  - Калининграде
  - Саранске
  - Алматы
  - Минске[17]
  - Рощино (Ленинградская область)
  - п. Белоомут (Московская область)
- С 1927 по 1993 годы в честь Огарёва назывался Газетный переулок в Тверском районе Москвы.
- В честь Н. П. Огарёва 20 июня 1997 года назван астероид 5158 Ogarev, открытый в 1976 году астрономом Л. И. Черных.

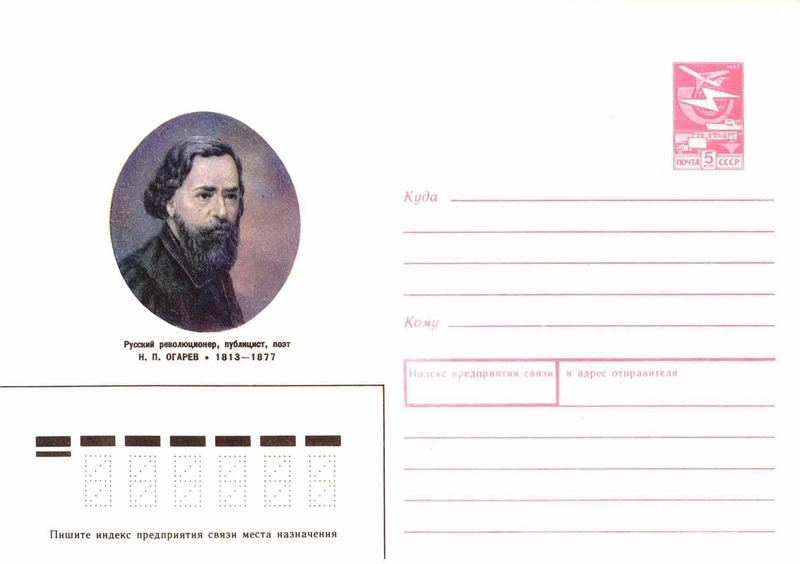
Почтовый конверт СССР, 1988

### Архив
В Российском государственном архиве литературы и искусства хранится личный фонд Н. П. Огарёва, состоящий из 366 единиц хранения за 1685—1937 годы.
Его основу составляют творческие материалы поэта: стихотворения, поэмы, статьи, очерки, заметки и записи. Также здесь можно найти переписку с друзьями и родственниками; документы об имущественно-хозяйственном положении; материалы М. Л. Огаревой и второй супруги Николая Платоновича Н. А. Огаревой-Тучковой.